# Pinsà oriolí
El pinsà oriolí (Linurgus olivaceus) és una espècie d'ocell de la família Fringillidae i única representant del gènere Linurgus Reichenbach, 1850. Es distribueix pels boscos de muntanya de fulla perenne, subtropicals o tropicals, de Burundi, Camerun, Congo, Guinea Equatorial, Kenya, Malawi, Nigèria, Ruanda, el Sudan, Tanzània i Uganda.
Va ser descrit formalment el 1843 pel zoòleg britànic Louis Fraser amb el nom Coccothraustes olivaceus. Avui és l'única espècie inclosa en el gènere Linurgus que va ser introduïda per Ludwig Reichenbach el 1850. La relació exacta d'aquesta espècie amb altres pinsans no és clara. En la seva anàlisi filogenètica publicada el 2012, Zuccon i els seus col·legues van trobar que el Linurgus olivaceus és una espècie germana del gènere Serinus. Això contrasta amb una anàlisi anterior realitzada el 2009 per Nguembock i col·legues que va trobar que el era germana més aviat del gènere Carduelis.
Té una àrea de distribució per l'Àfrica tropical que cobreix un total de 215.000 km². Habita a l'illa de Bioko, les altes planes del Camerun, el sud-est de Nigèria, l'est del Congo, el sud-est de Sudan, Kenya, Tanzània i el nord de Malawi. El seu hàbitat és a gran altitud, a entre 1.000 i 3.500 metres. El seu hàbitat són les vessants amb pastures, herbes altes salvatges, arbusts i arbres aïllats. Apareix en grups reduïts i sovint s’associa amb l'ocell Zosterops brunneus, present només a la Guinea Equatorial.
Construeixen el niu en llocs baixos entre arbusts o arbres petits, i sovint no es troba a més d'un metre del terra. Té forma de copa i està fet d'herbes fines, fibres, líquens i molses. La posta inclou de dos a quatre ous. El període d'incubació és de 14 dies.